# Dyckman Street (stacja metra na Eighth Avenue Line)
Dyckman Street – stacja metra nowojorskiego, na linii A. Znajduje się w dzielnicy Queens, w Nowym Jorku i zlokalizowana jest pomiędzy stacjami Inwood – 207th Street i 190th Street. Została otwarta 10 września 1932.